# Sigrid Luiza Jung-Mendaçolli
Sigrid Luiza Jung-Mendaçolli (1952) es una bióloga, taxónoma, botánica, palinóloga, curadora, y profesora brasileña.

## Biografía
En 1975, obtuvo la licenciatura en ciencias biológicas por la Universidad de São Paulo; y el doctorado en ciencias biológicas (botánica) por el Instituto de Biociencias de la Universidad de São Paulo (1985).
Desde 1992, es investigadora, y profesora del Instituto Agronómico de Campinas.

## Algunas publicaciones
- MENDACOLLI, S. L. J. 2003. Nova espécie de Galium L. (Rubiaceae) para o Estado de São Paulo, Brasil. Acta Botanica Brasilica, São Paulo 17 (4): 605-608

- MENDACOLLI, S. L. J.; BERNACCI, Luís Carlos. 2001. Myrsinaceae da APA Cairuçu, Parati (Rio de Janeiro, Brasil). Rodriguésia, Río de Janeiro 52 (81): 49-64

- BERNACCI, L.; MENDACOLLI, S. L. J. 2000. Considerações taxonômicas e novas combinações em Ardisia Swartz (Myrsinaceae) do Sudeste do Brasil. Acta Botanica Brasilica, São Paulo 14 (3): 243-249 resumen en línea

- MENDACOLLI, S. L. J.; CABRAL, L. P. 2000. Flora Fanerogâmica da Ilha do Cardoso (São Paulo, Brasil): Araliaceae. Flora Fanerogâmica da Ilha do Cardoso

- VOLTAN, R. B. Q.; MENDACOLLI, S. L. J.; PASSOS, F. A.; SANTOS, R. R. 1999. Chaves analíticas para identificação de seis cultivares de morangueiro em diferentes fases do ciclo de cultura. Boletim Técnico Iac, Campinas 177: 1-13 resumen en línea

- MENDACOLLI, S. L. J. 1999. Flora Fanerogâmica da Ilha do Cardoso: Rubiaceae (São Paulo, Brasil). Flora Fanerogâmica da Ilha do Cardoso, São Paulo 6: 45-136

- QUEIROZ-VOLTAN; MENDACOLLI, S. L. J.; B, R.; JUNG-MENDAÇOLLI; L, S.; POMMER, C. V. 1998. Ocorrencia de inflorescencias anormais em videira Italia. Scientia Agrícola 55: 153-157

- MENDACOLLI, S. L. J.; PIEROZZI, N. I.; JUNG-MENDAÇOLLI; L, S. 1997. Karyotype and C-Band analysis in two species of Genipa L. Rubiaceae, Gardenieae Tribe. Cytologia 62: 81-90

- MENDACOLLI, S. L. J.; JUNG-MENDAÇOLLI; L, S.; BERNACCI, L. C. 1997. Rapanea hermogenesii Jung-Mendacolli et Bernacci Myrsinaceae: uma nova especie da Mata Atlantica, Brasil. Boletim de Botanica da Universidade de Sao Paulo 16: 31-35 resumen en línea

- MENDACOLLI, S. L. J.; JUNG-MENDAÇOLLI; L, S.; BERNACCI, L. C. 1997. Flora Fanerogamica da Ilha do Cardoso Sao Paulo, Brasil: Myrsinaceae. Flora Fanerogamica da Ilha do Cardoso 5: 77-93

- MENDACOLLI, S. L. J.; JUNG-MENDAÇOLLI; L, S.; CABRAL, L. P. 1997. Flora Fanerogamica da Ilha do Cardoso Sao Paulo, Brasil: Campanulaceae. Flora Fanerogamica da Ilha do Cardoso 5: 65-68

- MENDACOLLI, S. L. J.; JUNG-MENDAÇOLLI; L, S.; CABRAL, L. P. 1997. Flora Fanerogamica da Ilha do Cardoso Sao Paulo, Brasil: Chrysobalanaceae. Flora Fanerogamica da Ilha do Cardoso 5: 77-93

- MENDACOLLI, S. L. J.; PINTO-MAGLIO; F, C. A.; CASTRO, S. C. P.; SOARES-SCOTT; D, M.; JUNG-MENDAÇOLLI; TORRES, S. L.; B, R.; BERNACCI, L. C. 1997. IOPB Chromossome Data. IOPB Newsletter 11: 23-24

- MENDACOLLI, S. L. J.; JUNG-MENDAÇOLLI; L, S.; BERNACCI, L. C. 1997. Myrsinaceae, IN Mapeamento da cobertura vegetal e listagem das especies ocorrentes na area de protecao ambiental de Cairucu, Municipio de Parati, RJ. Serie Estudos e Contribuicoes 13: 72-73

- MENDACOLLI, S. L. J.; VOLTAN, R. B. Q.; JUNG-MENDAÇOLLI; L, S.; PASSOS, F. A.; SANTOS, R. R. 1996. Caracterizacao botanica de cultivares de morangueiro Fragaria × ananassa Duch. Bragantia 55: 29-44

- VOLTAN, R. B.; MENDACOLLI, S. L. J.; PASSOS, F. 1996. Caracterização botânica de cultivares de morangueiro (Fragaria × ananassa Duch.) Bragantia, Campinas 55 (1): 29-44

- MENDACOLLI, S. L. J.; JUNG-MENDAÇOLLI; L, S.; MELHEM, T. S. 1995. Graos de polen de especies heterostilicas de Rubiaceae. Revista Brasileira de Botanica 18: 61-93

- MENDACOLLI, S. L. J.; JUNG-MENDAÇOLLI, S. L. 1995. Flora Fanerogamica da Ilha do Cardoso Sao Paulo, Brasil: Sabiaceae. Flora Fanerogamica da Ilha do Cardoso 4: 47-48

- MENDACOLLI, S. L. J.; JUNG-MENDAÇOLLI, S. L. 1995. Flora Fanerogamica da Ilha do Cardoso Sao Paulo, Brasil: Ochnaceae. Flora Fanerogamica da Ilha do Cardoso 4: 43-46

- MENDACOLLI, S. L. J.; JUNG, S. L. 1994. Flora Fanerogamica da Parque Estadual das Fontes do Ipiranga Sao Paulo, Brasil: Rubiaceae. Hoehnea 21: 97-129

- MENDACOLLI, S. L. J.; JUNG, S. L.; MELHEM, T. S. 1994. Flora Polinica da Reserva do Parque Estadual das Fontes do Ipiranga Sao Paulo, Brasil: Rubiaceae. Hoehnea, São Paulo 21: 131-155

- MENDACOLLI, S. L. J.; MAKINO-WATANABE; JUNG-MENDAÇOLLI; L, S. 1994. Flora Polinica da Reserva do Parque Estadual das Fontes do Ipiranga Sao Paulo, Brasil: Aquifoliaceae e Loganiaceae. Hoehnea 21: 39-45

## Libros
- MENDACOLLI, Sigrid L. J. 2002. Araliaceae, Verbenaceae, Xyridaceae, Canellaceae, Connaraceae, Simaroubaceae, Tiliaceae, Gesneriaceae, Juncaginaceae, Liliaceae, Polygalaceae, Gentianaceae, Myristicaceae, Smilacaceae. Flora fanerogâmica da ilha do Cardoso 7. Ed. Instituto de Botânica, 121 pp.

- SOARES, N. B.; POMMER, C. V.; SARMENTO, B.; RIBEIRO, I. J. A.; ARAÚJO, A. P.; MENDACOLLI, S. L. J.; PEREIRA, R. A. 2001. Jaboticaba: instruções de cultivo. Porto Alegre: Cinco Continentes Editora Ltda. 33 pp.

- MENDACOLLI, S. L. J.; BARROS, F.; MELO, M. M. R. F.; CHIEA, S. A. C.; KIRIZAWA, M.; WANDERLEY, M. G. L.; JUNG-MENDAÇOLLI, Luiza S. 1991. Flora Fanerogamica da Ilha do Cardoso Sao Paulo, Brasil: caracterizacao e listagem das especies ocorrentes

- GONÇALVES, A. L.; MENDACOLLI, S. L. J.; SILVA, T. S.; KIRIZAWA, M.; OLIVEIRA, L. C. 1979. Plantas floríferas. São paulo: Instituto de Botânica, 14 pp.

## Capítulos de libros
- COSTA, A. F.; WANDERLEY, M. G. L.; MOURA, R. L. 2007. Vriesea Lindley. In: Therezinha Sant' Anna Melhem; Maria das Graças Lapa Wanderley; Suzana Ehlin; Sigrid Luiza Jung-Mendaçolli, George Jonh Sheperd; Mizué Kirizwa (orgs.) Flora Fanerogâmica do estado de São Paulo. São Paulo: FAPESP, v. 5, p. 126-155

- MENDACOLLI, Sigrid L. J.; BERNACCI, Luís Carlos; FREITAS, Maria de Fátima de 2005. Flora Fanerogâmica do Estado de São Paulo: Myrsinaceae. In: Maria das Graças Lapa Wanderley; George John Shepherd; Therezinha Sant'Anna Melhem; Ana Maria Giulietti (orgs.) Flora Fanerogâmica do Estado de São Paulo. São Paulo, v. 4, p. 1-14

- BARROS, F.; MAMEDE, M. C. H.; MELO, M. M. R. F.; LOPES, E. A.; MENDACOLLI, S. L. J.; KIRIZAWA, M.; MUNIZ, C.; WATANABE, H. M.; CHIEA, S. A. C.; MELHEM, T. S. 2002. A flora fanerogâmica do Parque Estadual das Fontes do Ipiranga: composição, afinidades e conservação. In: Denise Bicudo; Maria Cristina Forti; Carlos Eduardo de Mattos Bicudo (orgs.) Parque Estadual das Fontes do Ipiranga: unidade de conservação que resiste à urbanização de São Paulo. São Paulo: Editora Secretaria do Meio Ambiente do Estado de São Paulo, p. 1-351

- MENDACOLLI, S. L. J. 2001. Myrsinaceae in Listagem e nível de proteção das espécies de fanerógamas do Distrito Federal, Brasil. In: Taciana Barbosa Cavalcanti; Alba Evangelista Ramos (orgs.) Flora do distrito Federal, Brasil. Brasília: Sitlo Gráfica e Editora Ltda. p. 1-359

- MENDACOLLI, S. L. J.; JUNG, S. L.; BARROS, F. 1984. Fanerogamas suculentas. In: Tecnicas de coleta e herborizacao de material botanico Fidalgo, O. et Bononi, V.L.R., eds. In: Sigrid Luiza Jung; Fábio de Barros (orgs.) Fanerogamas suculentas. São Paulo, v. 4, p. 46-48

## En Congresos
- ABRAMIDES, P. L. G.; BERNACCI, Luís Carlos; MENDACOLLI, Sigrid L. J.; TORRES, R. B. 2003. Sistema Informatizado de cadastramento, gerenciamento e avaliação de materiais botânicos e intercâmbios do herbário IAC. In: Anais IV Congresso da Sociedade Brasileira de Informática Aplicada à Agropecuária e à Agroindústria (SBI-Agro), Porto seguro. Lavras: SBIAGRO, p. 554-559

- BEATRIZ, P. M.; BOVI, O.; FARON, M. L. B.; TORRES, R. B.; MENDACOLLI, Sigrid L. J.; BERNACCI, Luís Carlos; MAIA. 2002. Coleção de germoplasma de plantas medicinais, aromáticas e corantes do instituto Agronômico (IAC). In: XIV Congresso da Sociedade Botânica de São Paulo, Rio Claro

- BERNACCI, Luís Carlos; MENDACOLLI, Sigrid L. J. 2000. Flora Fanerogâmica do Estado de São Paulo: Ardisia Sw. In: 51 Congresso Nacional de Botânica, Brasília

- MENDACOLLI, Sigrid L. J.; CABRAL, L. P.; PRAZERES, J. N. 2000. Flora Fanerogâmica do Estado de São Paulo (São Paulo, Brasil): Rubiaceae, gêneros Chicocca, Declieuxia, Galium, Geophila, Hedyotis, Hillia, Limnosipanea, Pentodon e Sabicea. In: XIII Congresso da Sociedade Botânica de São Paulo, São Paulo

- MENDACOLLI, Sigrid L. J.; BERNACCI, L. C.; FREITAS, M. F. 1999. Flora fanerogâmica do estado de São Paulo: Rapaneae Aubl. (Myrsinaceae). In: 50.º Congresso Nacional de Botânica, Blumenau

- MENDACOLLI, Sigrid L. J. 1998. Flora Fanerogâmica da Ilha do Cardoso (São Paulo, Brasil): Rubiaceae. In: XII Congresso dea Sociedade Botânica de São Paulo, 1998, Piracicaba, 1998.

- MENDACOLLI, Sigrid L. J.; BERNACCI, Luís Carlos; TORRES, R. B. 1997. Flora nativa das Estações Experimentais do IAC: resultados preliminares. In: I Simpósio Latino-Americano de Recursos Genéticos Vegetais, Campinas

- MENDACOLLI, Sigrid L. J.; BERNACCI, Luís Carlos. 1996. Rapanea hermogenesii Jung-Mendaçolli & Bernacci (Myrsinaceae): uma nova espécie para o Estado de São Paulo. In: XI Congresso de Sociedade Botânica de São Paulo, São Carlos

- VOLTAN, R. B. Q.; MENDACOLLI, Sigrid L. J.; PASSOS, F. A.; SANTOS, R. R. 1995. Caracterização botânica de cultivares de morangueiro. In: Simpósio Nacional de recursos Genéticos Vegetais, Campinas

- MENDACOLLI, Sigrid L. J.; ANUNCIAÇÃO, E. A. 1994. Flora Fanerogâmica da Ilha do cardoso (São Paulo, Brasil): Ochnaceae, Sabiaceae e Rubiaceae. In: X Congresso da Sociedade Botânica de São Paulo, Santos

## Membresías
- Sociedad Botánica de Brasil[6]

### Del Cuerpo editorial
- 2006 - 2008. Periódico: Hoehnea
- de la Comisión Editorial de la Flora Fanerogámica de Ilha do Cardoso

## Premios
- 2004: honra al Mérito por la Calidad Científica, 1.er Simposio Nacional de Recursos Genéticos